# Belejringen af Przemyśl
Belejringen af Przemyśl var en af de største belejringer under 1. verdenskrig og et knusende nederlag for Østrig-Ungarn. Omringningen af Przemyśl begyndte den 24. september 1914 og blev kort ophævet den 11. oktober under en østrig-ungarsk offensiv. Belejringen blev genoptaget den 9. november og den østrig-ungarske garnison overgav sig den 22. marts 1915 efter at have holdt ud i 133 dage.

## Baggrund
Under den russiske offensiv fra Galicien mod Lemberg i 1914 løb general Nikolaj Ivanov de østrig-ungarske styrker under Conrad von Hötzendorf over ende under slaget om Galicien, og hele den østrigske front trak sig 160 km tilbage til Karpaterne. Fæstningen Przemysl var den eneste østrigske fæstning, som holdt ud, og den 28. september 1914 var den fuldstændig omringet. Russerne kunne nu true det tyske industriområde i Schlesien, hvilket betød at forsvaret af Przemyśl var vigtigt både for østrig-ungarerne og tyskerne.

## Første belejring
Den 24. september indledte general Radko Dimitriev, som havde kommandoen over den 3. russiske armé, belejringen af fæstningen. Dimitriev havde ikke tilstrækkeligt belejringsartilleri da han indledte belejringen, men i stedet for at vente på at overkommandoen sendte ham belejringsartiller besluttede han at gennemføre et storangreb på fæstningen inden en østrigsk undsætningsstyrke kunne nå frem. I tre dage angreb russerne, men opnåede intet andet end et tab på 40.000 mand. Mens dette foregik indledte general Paul von Hindenburg en offensiv mod Warszawa længere nordpå. I forbindelse med det tyske angreb mod Warszawa, anførte general Svetozar Boroevic von Bojna en undsætningsstyrke mod Przemyśl. Den 11. oktober hævede Dimitriev belejringen og trak sig tilbage over floden San. Conrad von Hötzendorf havde håb om at et kombineret angreb fra Boroevic's armé og garnisonen i Przemyśl kunne tilføje russerne et alvorligt slag.

## Anden belejring
Den 31. oktober var Hindenburg blevet besejret i Slaget ved Weichel (1914) og trak sig tilbage. Dette fik Boroevic til at trække sig tilbage fra linjen ved San floden og opgive von Hötzendorf's forerslåede offensiv mod Rusland. Den 9. november genoptog russerne belejringen af Przemyśl. Radko Dimitrievs styrke blev trukket tilbage fra Przemyśl sektoren og flyttet nordpå, mens den 11. russiske armé under general Andrei Nikolaevich Selivanov overtog ansvaret for belejringen. Selivanov gav ikke ordre til et frontalangreb, således som Dimitriev havde gjort, men i stedet belavede han sig på at sulte garnisonen til at overgive sig. I februar 1915 anførte Boroevic et nyt forsøg på at undsætte Przemyśl.
I slutningen af februar var alle undsætningsforsøg blevet afvist, og von Hötzendorf meddelte Hermann Kusmanek von Burgneustädten at der ikke ville blive gjort nye forsøg. Selivanov fik tildelt tilstrækkeligt med artilleri til at nedkæmpe fæstningen. Russerne overløb de nordlige stillinger den 13. marts. En improviseret forsvarslinje holdt russerne tilbage tilstrækkelig længe til at Kusmanek kunne nå at ødelægge alt i byen, som kunne være russerne til gavn, når byen blev indtaget. Den 19. marts gav Kusmanek ordre til et udbrudsforsøg, men hans fremstød blev slået tilbage og han måtte trække sig tilbage til byen. Kusmarek havde nu intet andet valg end overgivelse. Den 22. marts overgav den tilbageværende garnison på 117.000 mand sig til russerne. Blandt de tilfangetabne var der ni generaler, 93 højtstående stabsofficerer og 2.500 andre officerer.

## Postforbindelser
Verdens første luftpost flyvninger foregik til og fra Przemyśl under begge belejringerne da der blev sendt postkort og militær post var den belejrede by. I alt blev der gennemført 27 flyvninger. Efter en nødlanding blev ladningen af post fra en flyvning konfiskeret af russerne og sendt til Sankt Petersborg til censurering og videresendelse. Ballonpost med bemandede - eller mere almindeligt ubemandede balloner - blev også sendt ud af byen. Brevduer blev også brugt til at sende beskeder ud af byen.

## Resultater
Erobringen af Przemyśl fik mange til at tro, at Rusland nu ville indlede en storoffensiv ind i Ungarn. Denne forventede offensiv blev aldrig til virkelighed, men tabet af Przemyśl var et alvorligt slag mod den østrig-ungarske moral. Et nyt slag mod Østrig-Ungarn var det, at garnisonen i Przemyśl kun skulle være på 50.000 mand, men over 110.000 østrig-ungarske soldater overgav sig i fæstningen, et langt større tab. Russerne beholdt Przemyśl indtil sommeren 1915 hvor en østrig-ungarsk og en tysk offensiv trængte russerne tilbage i Galicien.